# FGF16
FGF16 (англ. Fibroblast growth factor 16) – білок, який кодується однойменним геном, розташованим у людей на довгому плечі X-хромосоми. Довжина поліпептидного ланцюга білка становить 207 амінокислот, а молекулярна маса — 23 759.
| 10         |  | 20         |  | 30         |  | 40         |  | 50         |
| ---------- |  | ---------- |  | ---------- |  | ---------- |  | ---------- |
| MAEVGGVFAS |  | LDWDLHGFSS |  | SLGNVPLADS |  | PGFLNERLGQ |  | IEGKLQRGSP |
| TDFAHLKGIL |  | RRRQLYCRTG |  | FHLEIFPNGT |  | VHGTRHDHSR |  | FGILEFISLA |
| VGLISIRGVD |  | SGLYLGMNER |  | GELYGSKKLT |  | RECVFREQFE |  | ENWYNTYAST |
| LYKHSDSERQ |  | YYVALNKDGS |  | PREGYRTKRH |  | QKFTHFLPRP |  | VDPSKLPSMS |
| RDLFHYR    |  |            |  |            |  |            |  |            |

A: Аланін

C: Цистеїн

D: Аспарагінова кислота

E: Глутамінова кислота

F: Фенілаланін

G: Гліцин

H: Гістидин

I: Ізолейцин

K: Лізин

L: Лейцин

M: Метіонін

N: Аспарагін

P: Пролін

Q: Глутамін

R: Аргінін

S: Серин

T: Треонін

V: Валін

W: Триптофан

Кодований геном білок за функціями належить до факторів росту, фосфопротеїнів. 
Секретований назовні.

## Структура

### Ген
Ген FGF16 у ссавців містить 2 екзони та охоплює 2,37 кб геномної ДНК. Він розташований на Х-хромосомі на положенні Xq21.
Експресується в клітинах серця кардіоміоцитах, клітинах яєчника та клітинах коричневої жирової тканини людини. 

### Білок
Білок FGF16 класифікується як гепарин-зв'язаний фактор росту, належить до підгрупи факторів росту фібробластів FGF9. Незважаючи на те, що FGF16 також FGF, він працює протилежно таким білкам, як FGF2, що також належать до FGF. 
Гомологічно є ортологом мишачого FGF16 (подібність на 98,6%) та щурячого FGF16 (подібність на 99,5%).
Секретований назовні. 

## Функції
Білок, який кодується цим геном, є членом сімейства фактора росту фібробластів (FGF). Члени сімейства FGF володіють широкою мітогенною та клітиною виживаючою діяльністю і беруть участь у різних біологічних процесах, включаючи ембріональний розвиток, ріст клітин, морфогенез, відновлення тканин, ріст пухлини та інвазія. Гомолог щурів переважно експресується в ембріональній коричневій жировій тканині і має значну мітогенну активність, що говорить про роль у проліферації ембріональної коричневої жирової тканини.
Відіграє важливу роль в регуляції ембріонального розвитку, проліферації клітин і диференціації клітин, і необхідий для нормальної проліферації кардіоміоцитів і розвитку серця. Необхідний для розвитку ембріонального серця в середині гестації через його позитивний вплив на ріст міокарда. Є мішенню для активації NF-κB в постнатальному серці.
Виявлено мутації в цьому гені, пов'язані з випадками X-зв'язаного рецесивного метакарпального 4/5 злиття.

## Взаємодії та клінічне значення
FGF16 взаємодіє з FGF2, виступаючи його антагоністом, і таким чином запобігає потенційно індуковану ангіотензином II гіпертрофію і фіброз серця.  FGF16 переважно експресується в серці. Індукована ангіотензином II гіпертрофія серця і фіброз значною мірою сприяє посиленню експресії TGF-Β1. У кардіоміоцитах експресії FGF16 сприяла наявність FGF2. Крім того, FGF16 антагонізує FGF2-індуковану експресію TGF-B1 у культивованих кардіоміоцитах.
Регуляція FGF16 відбувається за участі PITX2 гомодоменного фактору транскрипції. PITX2 взаємодіє з FGF16 та регулює його експресію.   FGF16 експресується в яєчнику людини, і його експресія помітно збільшується в пухлинах яєчників. FGF16 стимулює проліферацію клітин аденокарциноми яєчників людини,SKOV-3. Крім того, завдяки активації внутрішньоклітинного шляху МАРК, опосередкованого FGF-рецептором, FGF16 регулює експресію MMP2, MMP9, SNAI1 і CDH1 і, таким чином, полегшує клітинну інвазію. Інгібування FGF16, і загалом рецепторів фактора росту фібробластів, а також шляху MAPK знижує проліферативну і інвазивну поведінку ракових клітин яєчників. 